# Duka
DUKA – posiadająca szwedzki rodowód, sieć sklepów sprzedających artykuły gospodarstwa domowego oraz elementy wyposażenia wnętrz. Firma specjalizując się w kulturze kuchni i jadalni stała się liderem na polskim rynku w tym sektorze. Działa na terenie Polski, Szwecji, Holandii, Bułgarii, Wielkiej Brytanii i Niemiec. DUKA posiada w swoim asortymencie wybór artykułów kuchennych, porcelany, sztućców i szkła stołowego. Dostępne są również sezonowe kolekcje tekstyliów, dekoracji i akcesoriów kuchennych.

## Historia
Początki działalności sieci DUKA sięgają 1920 roku, kiedy to handlarz Hjalmar Blomkvist otworzył w Linköping sklep oferujący naczynia kuchenne, szkło i wyroby porcelanowe. Nazwa firmy pochodzi z języka szwedzkiego i można ją tłumaczyć na język polski jako „nakrywać do stołu”. Interes Blomkvista bardzo szybko się rozwinął i zaczął przynosić wysokie zyski. Blomkvist otwierał kolejne sklepy w innych szwedzkich miastach i w ten sposób powstała firma Hjalmar Blomkvist AB. W 1962 została sprzedana i po połączeniu z szesnastoma innymi sklepami handlującymi szkłem i porcelaną stworzyła sieć DUKA. W krótkim czasie sieć sklepów DUKA zdobyła uznanie klientów i stworzyła markę kojarzoną z wysoką jakością produktów. W 1999 został otwarty pierwszy sklep w Polsce. W 2004 powstał sklep internetowy duka.com. Wiosną 2005 pięćdziesiąt dwa sklepy w Szwecji stały się sklepami franczyzowymi i działały pod marką "Inspiration", pozostałymi czterdziestoma siedmioma zarządzał norweski GC Holding i pozostały one pod nazwą DUKA. W czerwcu 2009, holding Bergendahl Home Deco AB wszedł w posiadanie większości sklepów sieci DUKA, nie będąc jednak właścicielem żadnego sklepu w Szwecji posiadał dwadzieścia cztery sklepy w Polsce. Posiadając prawa licencyjne do znaku towarowego, które pozwalały na kontynuowanie sprzedaży towarów pod marką DUKA. Dwadzieścia siedem sklepów w Szwecji sprzedano sieci Cervera. Początkowo przyjęto strategię oparcia sprzedaży na własnych sklepach, ale w sierpniu 2013 znak towarowy oraz sklepy w Polsce zostały sprzedane rodzinnej grupie kapitałowej mającej w swoim portfolio takie firmy jak: Miloo Home, DLH. W 2014 w Polsce rozpoczęto prace nad wprowadzeniem rozwoju sieci sklepów działających na zasadach franczyzy. W 2015 roku DUKA powiększyła dwukrotnie liczbę swoich sklepów. Od lipca 2025 roku właścicielem marki jest spółka Biesiada Invest należąca do Macieja Biesiady.

## Wizja marki
Marka w swojej działalności promuje swoją przewodnią ideę Kitchen Life. Kitchen life to idea kuchni jako najważniejszego miejsca w domu, gdzie zacieśnia się więzi i spędza czas z bliskimi. DUKA chce pokazać, że kuchnia to nie tylko miejsce, gdzie przygotowuje się posiłki i je konsumuje, ale też przestrzeń do pracy, odpoczynku, zabawy i spotkań z rodziną i przyjaciółmi. DUKA, jako najważniejsze walory swoich produktów stawia funkcjonalność i design.

## Współpraca z projektantami
DUKA niejednokrotnie współpracowała z projektantami przy tworzeniu swoich kolekcji. Co roku, DUKA tworzy charakterystyczną serię kawową FIKA. Słowo FIKA oznacza w języku szwedzkim przerwę na kawę, którą jest niezwykle istotnym momentem w życiu Szwedów. 
Przy współpracy z My Floryd Welin, szwedzką projektantką specjalizującą się we wzornictwie przemysłowym powstała kolekcja Fika Floryd, która zadebiutowała w 2019 roku. Inspiracją do stworzenia kolekcji była szwedzka natura oraz skandynawski design. Efektem współpracy firmy DUKA z Sophią Perina-Miller, której prace florystyczne można podziwiać w wiodących galeriach w całej Wielkiej Brytanii jest linia Blomstra. Seria Blomstra charakteryzująca się malowanym motywem kwiatów magnolii oraz pastelową kolorystyką. 